# Ander Okamika
Ander Okamika Bengoetxea (Lekeitio, 2 april 1993) is een Spaanse wielrenner die in 2021 prof werd bij Burgos-BH. Voordat de Bask op 27-jarige leeftijd beroepsrenner werd, was hij actief in de triatlon.

## Resultaten in voornaamste wedstrijden
| Jaar | Ronde van Italië | Ronde van Frankrijk | Ronde van Spanje |
| ---- | ---------------- | ------------------- | ---------------- |
| 2021 |                  |                     | 75e              |
| 2022 |                  |                     | 96e              |
| 2023 |                  |                     | 62e              |
| 2024 |                  |                     |                  |
| 2025 |                  |                     |                  |

| Jaar | Waalse Pijl | Clásica San Sebastián |
| ---- | ----------- | --------------------- |
| 2021 |             |                       |
| 2022 |             | 52e                   |
| 2023 | 44e         | 78e                   |
| 2024 |             |                       |
| 2025 |             | 50e                   |

## Ploegen
- 2021 –  Burgos-BH
- 2022 –  Burgos-BH
- 2023 –  Burgos-BH
- 2024 –  Burgos-BH
- 2025 –  Burgos Burpellet BH

Aparicio · Bol · Cabedo · Díaz (vanaf 3/6) · Domingues · Ezquerra · Fuentes · Langellotti · López-Cózar · Madrazo · Molenaar · Moreno · Muller · Navarro · Okamika · Orts · Pelegrí · Peñalver · Räim · Rubio · Sánchez · Fernández (stagiair) · Franco (stagiair) · Martin (stagiair)
Alleno · Álvarez · Angulo · Aparicio · Ardila (tot 23/8) · Barthe · Bol · Díaz · Ezquerra · Fagundez · M. Fernández · Franco · Fuentes · Langellotti · Madrazo · Mora (vanaf 9/5) · Navarro · Okamika · Orts · Pelegrí · Peñalver · Sánchez · Delgado (stagiair) · S. Fernandez (stagiair)
Alleno · Álvarez · Angulo · Aparicio · Bol · Bouglas · Chumil · Delgado · Díaz · Ezquerra · Fagundez · Fernandez · Franco · Fuentes · Gate · Jackson · Langellotti · Mora · Okamika · Pelegrí · Sainbayar · Vacek · Bennassar (stagiair) · Cabedo (stagiair) · Rey (stagiair)